# Monanthotaxis letouzeyi
Espèce
Synonymes
- Popowia letouzeyi Le Thomas[1]

Monanthotaxis letouzeyi (Le Thomas) Verdc. est une espèce de plantes à fleurs de la famille des Annonaceae. C'est une liane endémique du Cameroun. D'abord décrite par Annick Le Thomas, elle a obtenu son nom actuel de Bernard Verdcourt en 1971. Son basionyme fut Popowia letouzeyi Le Thomas. 

## Étymologie
L'épithète spécifique letouzeyi fait référence au botaniste René Letouzey, auteur d'écrits scientifiques sur les plantes ligneuses du Cameroun, et qui collecta la plante en 1960. 

## Répartition et habitat
Endémique, relativement rare, c'est une plante des forêts tropicales camerounaises, observée sur plusieurs sites dans la Région de l'Est.

## Description
Monanthotaxis letouzeyi est une liane sur grand arbre, de 25 à 30 cm de long à inflorescence cauliflore. Le dessous des feuilles présente des reflets légèrement bleutés. Les rameaux et dessous des nervures sont à pubescence brune. C'est une espèce voisine de P. cauliflora Chiff, mais à fleurs mâles cauliflores et pubescence hirsute. L'inflorescence femelle est inconnue